# ماتانزاس
ماتانزاس (بالإنجليزية: Matanzas)‏ هي مدينة، تتبع ماتنزاس، هي عاصمة ماتنزاس، بلغ عدد سكانها 145246 نسمة، في 2012، تبلغ مساحتها 317000000 متر مربع، رمزها البريدي هو 40100.

## معرض صور

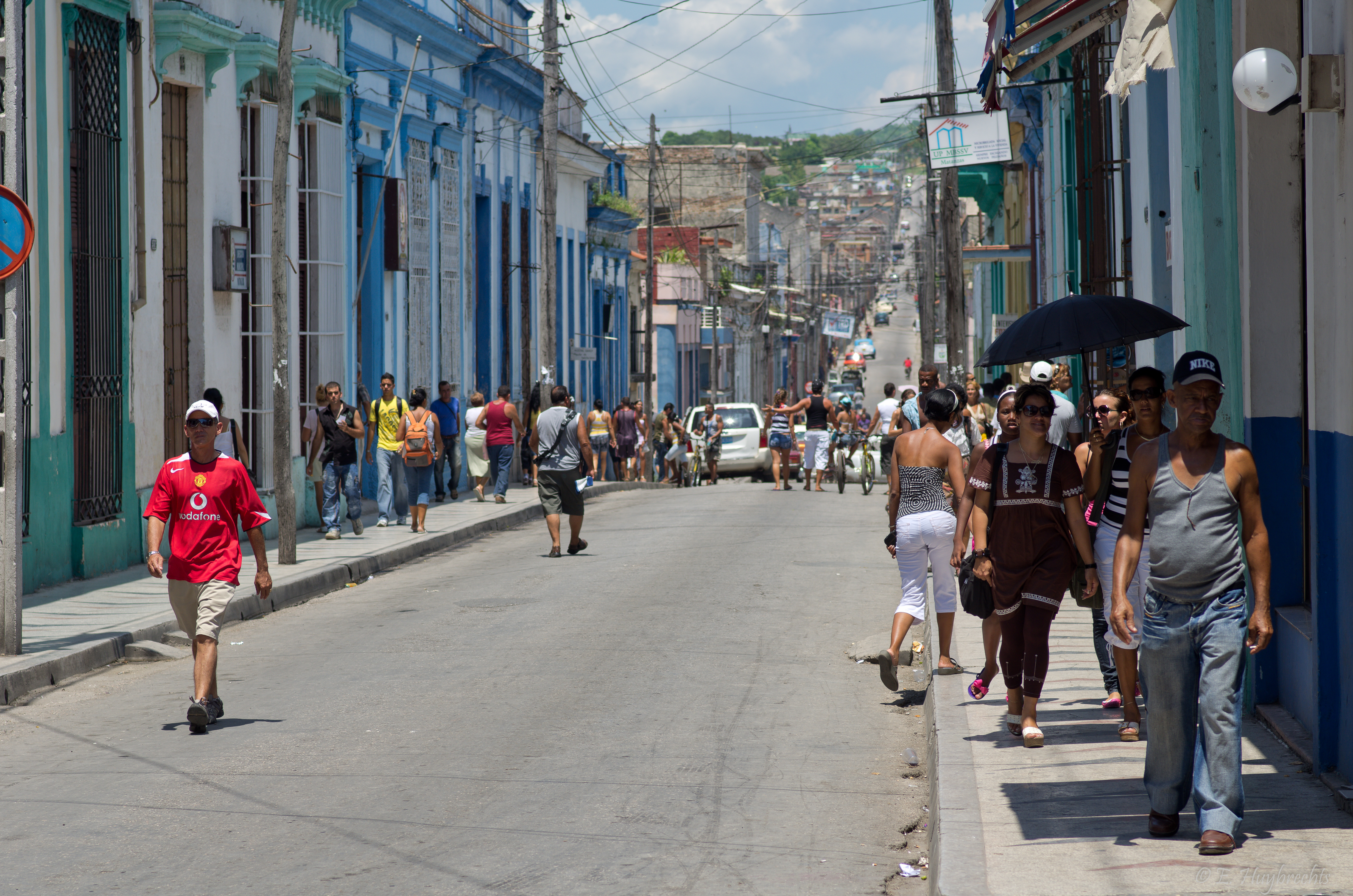
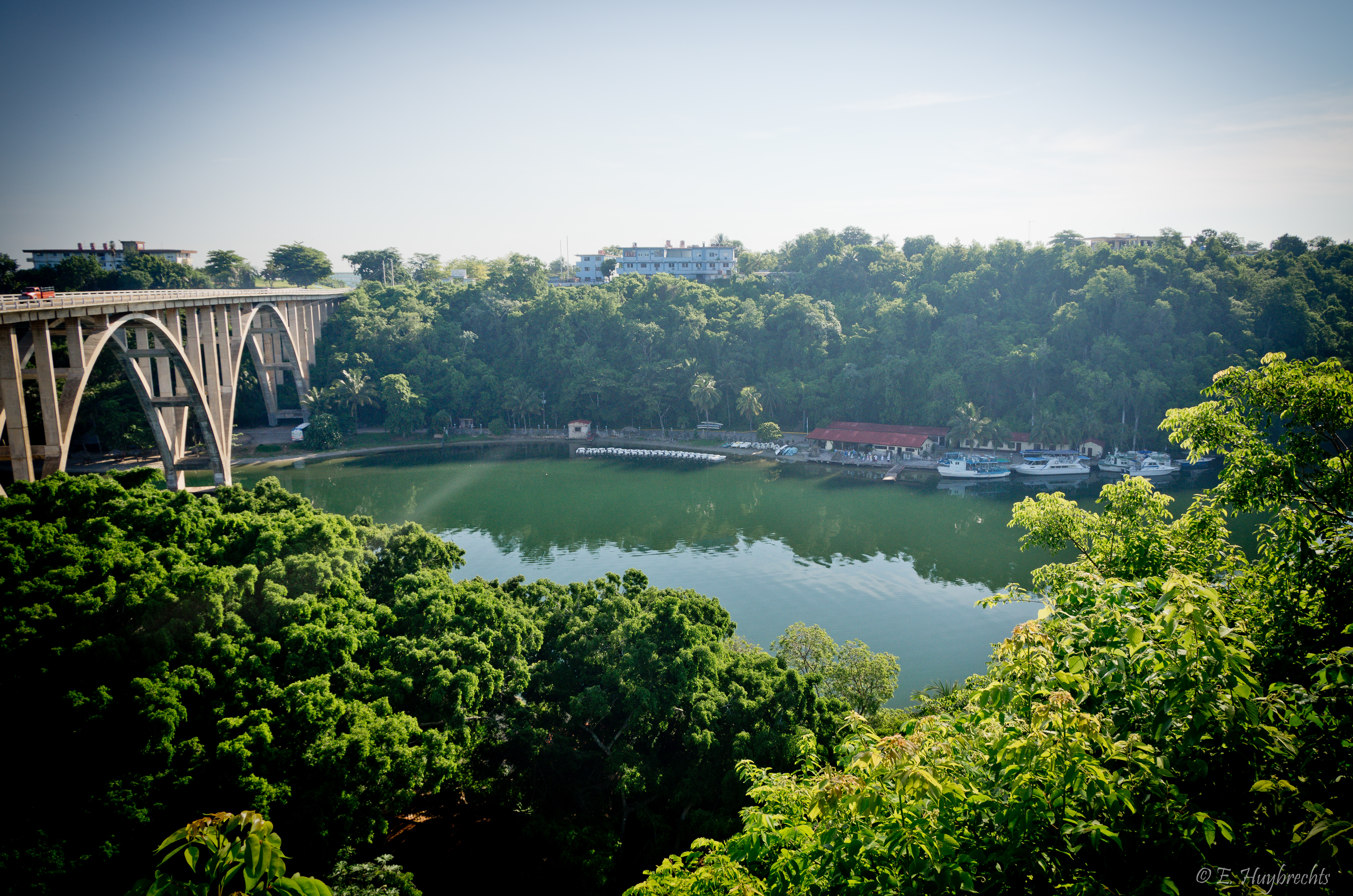
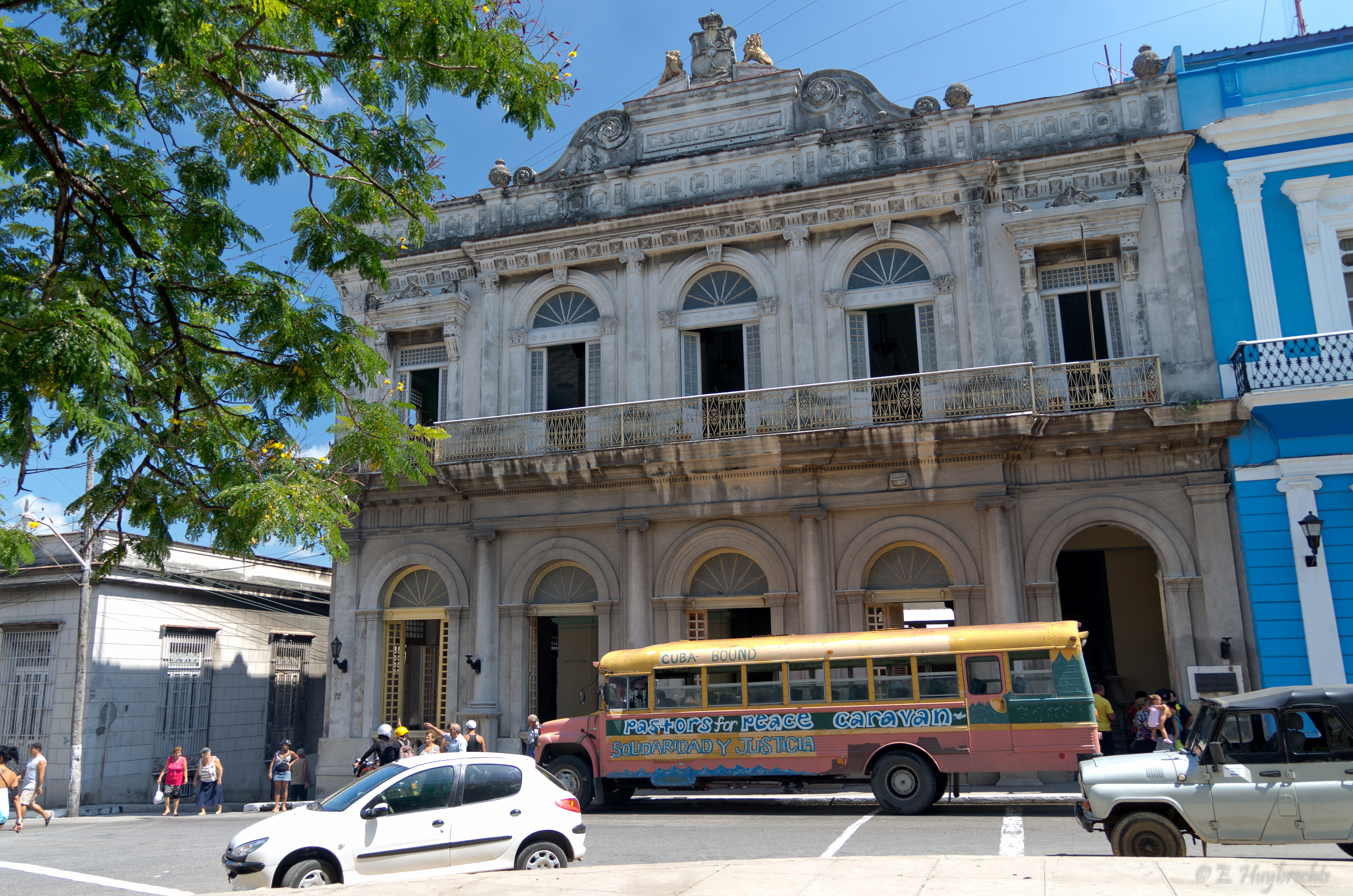
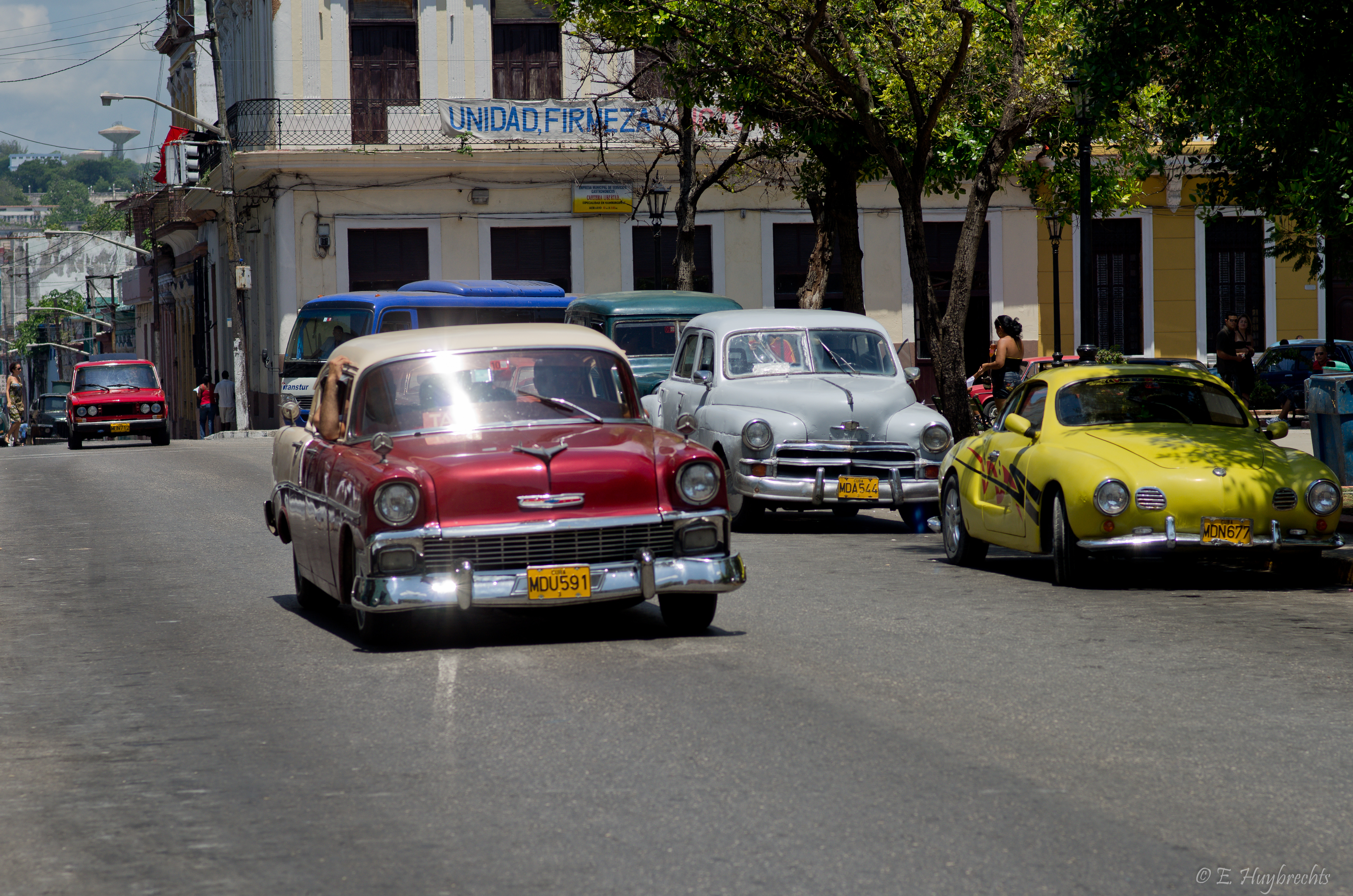

## الموقع
تشترك في الحدود مع:
- Juan Gualberto Gómez Airport [الإنجليزية]‏
- Unión de Reyes [الإنجليزية]‏.

## مدن توأم
المدن التوأم:
- كولينيو
- كامبيتشي
- بيتسبرغ
- أليكانتي
- ليون.

## أعلام
- بيريز برادو
- شوغار راموس
- أرسينيو رودريغيز
- بيدرو حزقيال غوتيريز
- كاريلدا أوليفر لابرا
- إسرائيل بيكنز
- غيلبرتو كاريو
- أندريه ألداما